# Cryptomycocolax abnormis
Cryptomycocolax abnormis är en svampart som beskrevs av Oberw. & R. Bauer 1990. Cryptomycocolax abnormis ingår i släktet Cryptomycocolax och familjen Cryptomycocolacaceae.   Inga underarter finns listade i Catalogue of Life.